# Impatiens zollingeri
Impatiens zollingeri är en balsaminväxtart som beskrevs av Carl Ernst Otto Kuntze. Impatiens zollingeri ingår i släktet balsaminer, och familjen balsaminväxter. Inga underarter finns listade i Catalogue of Life.